# Luigi Vannucchi
Luigi Vannucchi, né le 25 novembre 1930 à Caltanissetta, en Sicile et mort le 30 août 1978 à Rome par suicide est un acteur italien.

## Biographie
Luigi Vannucchi débute en 1950 au théâtre, où il sera très actif jusqu'à son décès, interprétant notamment plusieurs pièces de William Shakespeare, et également, Luigi Pirandello, Molière, Henrik Ibsen, entre autres.
Au cinéma, il joue entre 1955 et 1975. Sa dernière apparition sur grand écran est dans Le Sauvage, aux côtés de Catherine Deneuve et Yves Montand. Enfin, à la télévision, il apparaît dans des séries et téléfilms, de 1954 à 1978.  

## Filmographie partielle
- 1962 : Les Frères corses (I fratelli corsi) d'Anton Giulio Majano
- 1966 : Belfagor le Magnifique (L'arcidiavolo) d'Ettore Scola
- 1966 : Johnny Yuma de Romolo Guerrieri
- 1966 : Les Nuits facétieuses (Le piacevoli notti) d'Armando Crispino et Luciano Lucignani
- 1967 : L'Homme à la Ferrari (Il tigre) de Dino Risi
- 1967 : Furie au Missouri (I giorni della violenza) d'Alfonso Brescia
- 1967 : Coup de force à Berlin (Tiffany memorandum) de Sergio Gricco
- 1969 : La Tente rouge ou Le Jugement des morts (Krasnaya palatka) de Mikhail Kalatozov
- 1972 : A come Andromeda de Vittorio Cottafavi (mini-série télévisée)
- 1972 : L'Assassinat de Trotsky (The Assassination of Trotsky) de Joseph Losey
- 1974 : L'An un (Anno uno) de Roberto Rossellini
- 1975 : Le Sauvage de Jean-Paul Rappeneau